# 成瀬台
成瀬台（なるせだい）は、東京都町田市にある町名。現行行政地名は成瀬台一丁目から四丁目。郵便番号は194-0043。

## 地理
町田市の東部に位置する。
北と東は神奈川県横浜市青葉区奈良町・奈良、南は成瀬一丁目、二丁目、三丁目、西は西成瀬三丁目と東玉川学園一丁目、二丁目、三丁目と接している。

### 地価
住宅地の地価は、2014年（平成26年）1月1日の公示地価によれば、成瀬台3丁目22番13の地点で15万9000円/m2となっている。

## 歴史
「野村玉川学園住宅地」等として宅地開発がなされ、成瀬から分立。

### 沿革
- 1975年（昭和50年）10月21日 - 成瀬の一部から、成瀬台一〜四丁目を新設。

## 世帯数と人口
2018年（平成30年）1月1日現在の世帯数と人口は以下の通りである。
| 丁目         | 世帯数    | 人口    |
| ------------ | --------- | ------- |
| 成瀬台一丁目 | 711世帯   | 1,755人 |
| 成瀬台二丁目 | 991世帯   | 2,448人 |
| 成瀬台三丁目 | 839世帯   | 1,891人 |
| 成瀬台四丁目 | 791世帯   | 1,860人 |
| 計           | 3,332世帯 | 7,954人 |

## 小・中学校の学区
市立小・中学校に通う場合、学区は以下の通りとなる。
| 丁目         | 番地 | 小学校               | 中学校               |
| ------------ | ---- | -------------------- | -------------------- |
| 成瀬台一丁目 | 全域 | 町田市立成瀬台小学校 | 町田市立成瀬台中学校 |
| 成瀬台二丁目 | 全域 | 町田市立成瀬台小学校 | 町田市立成瀬台中学校 |
| 成瀬台三丁目 | 全域 | 町田市立成瀬台小学校 | 町田市立成瀬台中学校 |
| 成瀬台四丁目 | 全域 | 町田市立成瀬台小学校 | 町田市立成瀬台中学校 |

## 交通

### 鉄道
東部は東急電鉄こどもの国線のこどもの国駅が、西部は小田急電鉄の玉川学園前駅が最寄である。

### 路線バス
- こどもの国駅・成瀬駅・長津田駅・つくし野駅・町田バスセンター（神奈川中央交通）
- 玉川学園前駅南口 - 玉川学園コミュニティバス（小田急バス）

このほか、県境を越えた神奈川県内の奈良北団地内にある「センター前」停留所からもバスが運行されている（詳細は奈良北団地を参照）

### 道路
- フラワーロード
- けやき通り
  - 成瀬尾根トンネル
- 中央通り

## 施設
教育
- 学童保育
  - すまいる学童保育クラブ（町田市立成瀬台小学校校舎内）

- 幼稚園
  - 成瀬台幼稚園

- 小学校
  - 町田市立成瀬台小学校

- 中学校
  - 町田市立成瀬台中学校

警察
- 町田警察署 成瀬台駐在所

郵便局
- 町田成瀬台郵便局

商業
- グルメシティ 成瀬台店
- いなげやina21 町田成瀬台店
- ドラッグセイムス 成瀬台店